# Autouillet
Autouillet är en kommun i departementet Yvelines i regionen Île-de-France i norra Frankrike. Kommunen ligger i kantonen Montfort-l'Amaury som tillhör arrondissementet Rambouillet. År 2022 hade Autouillet 655 invånare.

## Befolkningsutveckling
Antalet invånare i kommunen Autouillet
| Referens: INSEE |